# Meloini (жёсткокрылые)
Meloini (лат.) — триба жуков семейства нарывников.

## Описание
Щиток неявственный. Надкрылья более или менее укорочены, без пришовной бороздки; вдоль шва налегают друг на друга, к вершине расходятся с боков и занимают часть брюшка. Крылья всегда отсутствуют.

## Систематика
В составе трибы:
- Cyaneolytta
- Lyttomeloe
- Meloe
- Spastomeloe
- Spastonyx